# 国际材料数据系统
国际材料数据系统（英語：International Material Data System，IMDS）是一個搜集汽車零部件和材料信息的數據庫，主要应用于汽车製造業。IMDS于2000年6月推出，首批合作方有奥迪、宝马、戴姆勒、EDS（现为DXC Technology的一部分）、福特、欧宝、保时捷、大众和沃尔沃。